# Raised on Rock/For Ol' Times Sake
Raised on Rock/For Ol' Times Sake är ett studioalbum av Elvis Presley som gavs ut i oktober 1973. Elvis Presley spelade in albumet i Stax Studio i Memphis den 21–25 juli 1973. Två av låtarna spelades emellertid in i Elvis bostad i Palm Springs i Kalifornien den 22–23 september 1973. Ingen av låtarna på albumet blev någon egentlig hit. Endast en singel släpptes från albumet, då "Raised on Rock" tillsammans med "For Ol' Times Sake". Den nådde som bäst 41:a plats på Billboard 100-listan i USA.

## Låtlista

### Originalutgåva LP
| 1. | Raised on Rock            | Mark James            | 23/24 juli 1973      | 2:40 |
| 2. | Are You Sincere?          | Wayne Walker          | 23/24 september 1973 | 2:01 |
| 3. | Find Out What's Happening | Jerry Crutchfield     | 22/23 juli 1973      | 2:31 |
| 4. | I Miss You                | Donnie Sumner         | 23 september 1973    | 2:14 |
| 5. | Girl of Mine              | Les Reed, Barry Mason | 24/25 juli 1973      | 3:38 |

| 1.           | For Ol' Times Sake     | Tony Joe White                                               | 24 juli 1973                                      | 3:37  |
| 2.           | If You Don't Come Back | Jerry Leiber, Mike Stoller                                   | 21/22 juli 1973                                   | 2:31  |
| 3.           | Just a Little Bit      | Ralph Bass, Ferdinand Washington, Piney Brown, John Thornton | 23 juli 1973                                      | 2:33  |
| 4.           | Sweet Angeline         | Chris Arnold, David Martin, Geoff Morrow                     | 25 juli 1973 (track) 22/23 september 1973 (vocal) | 3:02  |
| 5.           | Three Corn Patches     | Jerry Leiber, Mike Stoller                                   | 21/22 juli 1973                                   | 2:46  |
| Total längd: | Total längd:           | Total längd:                                                 | Total längd:                                      | 27:28 |

### Fotnoter
1. ↑  Marsh, Dave (1983). John Swenson. red (på engelska). The New Rolling Stone Record Guide. London: Random House/Rolling Stone Press. sid. 397. ISBN 0394721071
2. ↑  ”Elvis Presley Albums”. Softshoe-slim.com. Arkiverad från originalet den 18 februari 2012. https://web.archive.org/web/20120218175532/http://www.softshoe-slim.com/lists/p/presley.html#42. Läst 6 mars 2012.